# Касерес, Майте
Майте Касерес (род. 6 августа 2002, Мальдонадо, Уругвай) — уругвайская автогонщица. В настоящее время выступает в Aкадемии F1 за команду Campos Racing.

## Карьера
С 31 января по 4 февраля 2022 года Касерес участвовала в тестах W Series в Аризоне, США, вместе с 14 другими потенциальными гонщицами. Затем она выступала в Соединённых Штатах, участвуя в чемпионате США Формулы-4 и USF Juniors. 
2 марта 2023 года было объявлено, что Касерес будет выступать за Campos Racing в Академии F1, новой серии для женщин, организованной Формулой-1.

## Статистика выступлений

### Сводная таблица
| Сезон | Серия                   | Команда                  | Старты | Победы | Поулы | БК | Подиумы | Очки | Место |
| ----- | ----------------------- | ------------------------ | ------ | ------ | ----- | -- | ------- | ---- | ----- |
| 2021  | Уругвайская Формула-4   |                          |        |        |       |    |         | 45   | 9     |
| 2022  | Американская Формула-4  | International Motorsport | 9      | 0      | 0     | 0  | 0       | 0    | 33    |
| 2022  | Американская Формула-4  | Future Star Racing       | 3      | 0      | 0     | 0  | 0       | 0    | 33    |
| 2022  | ЮСФ Юниоры              | International Motorsport | 6      | 0      | 0     | 0  | 0       | 45   | 21    |
| 2023  | Зимняя формульная серия | Campos Racing            | 4      | 0      | 0     | 0  | 0       | 7    | 15    |
| 2023  | Академия F1             | Campos Racing            | 21     | 0      | 0     | 0  | 0       | 6    | 15    |
| Сезон | Серия                   | Команда                  | Старты | Победы | Поулы | БК | Подиумы | Очки | Место |

| Легенда к таблице |                                                                       |
| --- | --------------------------------------------------------------------- |
| В таблице перечислены результаты всех гонок, в которых принимала участие гонщица. Строками таблицы являются сезоны, столбцами — этапы серии. В каждой клетке указаны сокращённое название этапа и результат, дополнительно обозначенный цветом. Расшифровка обозначений и цветов представлена в нижеследующей таблице. |                                                                       |
| \| Пример \| Описание \| \| ------------ \| --------------------------------------------------------------------- \| \| 1 \| Победительница \| \| 2 \| Второе место \| \| 3 \| Третье место \| \| 5 \| Финишировала, заработав очки \| \| Сход \| Не финишировала, но при этом заработала очки \| \| 12 \| Финишировала, не получив очков \| \| НКЛ \| Финишировала, но не попала в финальную классификацию \| \| 15 \| Участвовала вне зачёта, либо по отдельной классификации \| \| 18 \| Не финишировала, но попал в финальную классификацию \| \| Сход \| Не финишировала \| \| НКВ \| Не прошла квалификацию \| \| НПКВ \| Не прошла предквалификацию \| \| ДСК \| Дисквалифицирована \| \| ИСК \| Исключена из протокола соревнований \| \| ТТ \| Участвовала только в тренировках \| \| НС \| Участвовала в квалификации, но не стартовала в гонке \| \| Т \| Травмирована или больна \| \| ОТК \| Отказ от участия \| \| НТР \| Прибыла на соревнования, но на трассу не выезжала \| \| НПР \| Была заявлена в числе участников, но не прибыла к началу соревнований \| \| О \| Соревнования отменены \| \| \| Не участвовала \| \| Поул-позиция \| \| \| Быстрый круг \| \| |                                                                       |
| Пример | Описание                                                              |
| 1 | Победительница                                                        |
| 2 | Второе место                                                          |
| 3 | Третье место                                                          |
| 5 | Финишировала, заработав очки                                          |
| Сход | Не финишировала, но при этом заработала очки                          |
| 12 | Финишировала, не получив очков                                        |
| НКЛ | Финишировала, но не попала в финальную классификацию                  |
| 15 | Участвовала вне зачёта, либо по отдельной классификации               |
| 18 | Не финишировала, но попал в финальную классификацию                   |
| Сход | Не финишировала                                                       |
| НКВ | Не прошла квалификацию                                                |
| НПКВ | Не прошла предквалификацию                                            |
| ДСК | Дисквалифицирована                                                    |
| ИСК | Исключена из протокола соревнований                                   |
| ТТ | Участвовала только в тренировках                                      |
| НС | Участвовала в квалификации, но не стартовала в гонке                  |
| Т | Травмирована или больна                                               |
| ОТК | Отказ от участия                                                      |
| НТР | Прибыла на соревнования, но на трассу не выезжала                     |
| НПР | Была заявлена в числе участников, но не прибыла к началу соревнований |
| О | Соревнования отменены                                                 |
| | Не участвовала                                                        |
| Поул-позиция |                                                                       |
| Быстрый круг |                                                                       |